# Cy Laurie
Cyril „Cy“ Laurie  (* 20. April 1926 in London; † 18. April 2002 in Essex) war ein britischer Jazz-Klarinettist und Bandleader.

## Leben und Wirken
Cy Laurie war Autodidakt auf der Klarinette; 1947 gründete er seine erste eigene Band, zu der 1948 George Melly hinzukam. 1949/50 spielte er mit Mike Daniels und leitete 1950 die Cy Laurie Four mit Fred Hunt und Les Jowett. 1951 führte er in London einen eigenen Club und leitete ein siebenköpfiges Ensemble; in ihm spielten u. a. Chris Barber, Alan Elsdon, Al Fairweather, John Picard und Colin Smith. Cy Lauries Club lag in der Ham Yard und wurde in den 1960er Jahren zum legendären Mod Club The Scene.
Von 1960 bis 1968 zog er sich krankheitsbedingt aus dem Musikgeschäft zurück; Ende der Dekade leitete er kurzzeitig ein weiteres Ensemble, um dann als Gast bei Max Collie, den Savoy Jazzmen, Max Duncan oder Chris Watford zu spielen, bis er sich den Black Bottom Stompers anschloss. Ende der 1970er Jahre ging er mit verschiedenen Formationen als Solist auf Tourneen und arbeitete gelegentlich mit eigenen Bands. In den 1980er Jahren arbeitete er mit Eggy Ley und Max Collies  Mardi Gras; er setzte seine Musikerkarriere bis in die 1990er Jahre fort, wo er mit eigener Band und mit Beryl Bryden auftrat.

## Diskographische Hinweise
- Blows Blue Hot (Lake, 1954/55)
- Chattanooga Stomp (Lake 1955–57)
- A Jazz Club Session (Lake, 1968)
- Jazz from the Roots (Lake, 1992)